# Intermetatarsalgelenk

Schema der Fußknochen des Menschen. Die Intermetatarsalgelenke liegen zwischen den unteren Enden der gelb dargestellten Mittelfußknochen.

Als Intermetatarsalgelenke (Articulationes intermetatarsales) bezeichnet man die Gelenke zwischen den Basen der Mittelfußknochen. Beim Menschen sind vier Intermetatarsalgelenke ausgebildet. Es handelt sich um wenig bewegliche, also straffe Gelenke (Amphiarthrosen), nach der Form der Gelenkflächen um ebene Gelenke (Articulationes planae). Die Intermetatarsalgelenke nehmen in geringem Umfang an den Kippbewegungen des Fußes (Pronation und Supination) teil.
Das zweite und dritte Intermetatarsalgelenk kommuniziert mit dem mittleren Tarsometatarsalgelenk, das vierte Intermetatarsalgelenk mit dem äußeren Tarsometatarsalgelenk.